# Musgraveia sulciventris
Espèce
Synonymes
- Oncoscelis sulciventris

Musgraveia sulciventris est une espèce de  grandes punaises de l'Est de l'Australie. Elle est considérée comme un ravageur, en particulier pour les plantes du groupe des agrumes. Ces punaises sucent la sève des arbres, ce qui provoque la chute des fleurs et des fruits,.

## Taxonomie
En 1863, l'entomologiste suédois Carl Stål a décrit l'espèce comme Oncoscelis sulciventris à partir d'une collecte près de la baie Moreton, au Queensland,. En 1957, les entomologistes anglais Dennis Leston (en) et GGE Scudder l'ont renommée  Musgraveia sulciventris, en raison de la réorganisation d'Oncoscelis et des genres apparentés. C'est l'espèce type du genre Musgraveia et de la famille des Tessaratomidae,.

## Description et cycle de vie

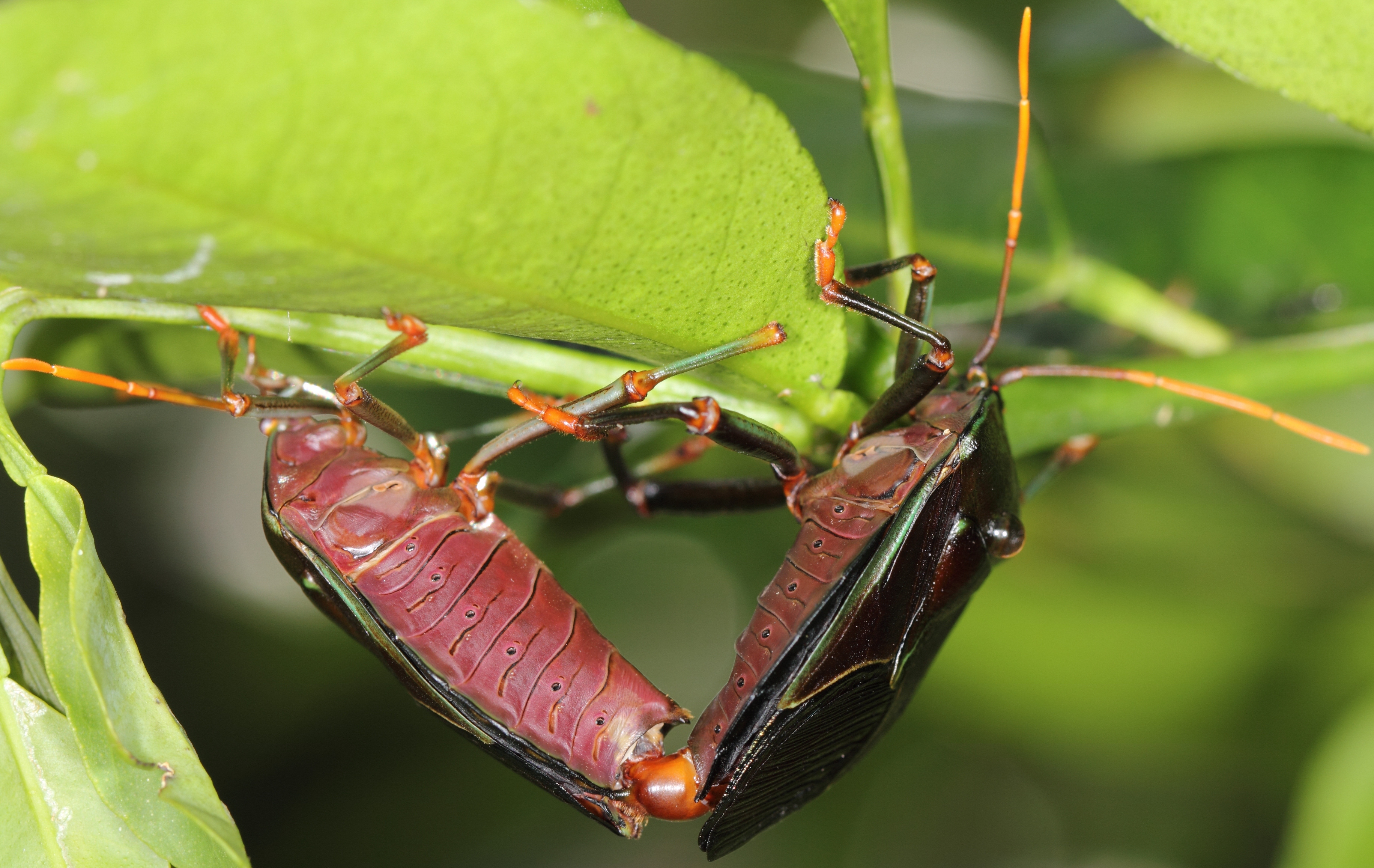
Accouplement de M. sulciventris.

Musgraveia sulciventris apparait sur les arbres à la fin de l'hiver. L'accouplement a lieu entre fin novembre et début mars. Chaque couple prend 3 à 5 jours pour produire 10 à 14 œufs. La femelle pond jusqu'à quatre couvées d'œufs, qu'elle dépose sous la face inférieure d'une feuille. Les œufs sphériques vert vif mesurent environ 2,5 mm de diamètre. La période d'incubation varie en fonction des conditions météorologiques. L'éclosion a lieu en moyenne au bout de 7,4 jours à 25°C et 6 % d'humidité. Les nymphes sont d'abord vert clair, difficiles à repérer et souvent confondues avec celles d'autres espèces,. La punaise passe par cinq étapes de développement appelées stades. Les premiers stades restent blottis près des œufs. Ils sont vert pâle transparent avec des yeux orange. Les deuxièmes stades sont plus chamois ou jaune pâle. Les adultes atteignent environ 25 mm de long et passent d'un orange vif à leur couleur bronze terne plus familière à mesure de leur développement.

## Distribution et habitat
Musgraveia sulciventris est présent dans l'Est de l'Australie, au Queensland et en Nouvelle-Galles du Sud, jusqu'à Wollongong au sud. Son aire de répartition s'est considérablement étendue depuis la colonisation européenne.

## Écologie

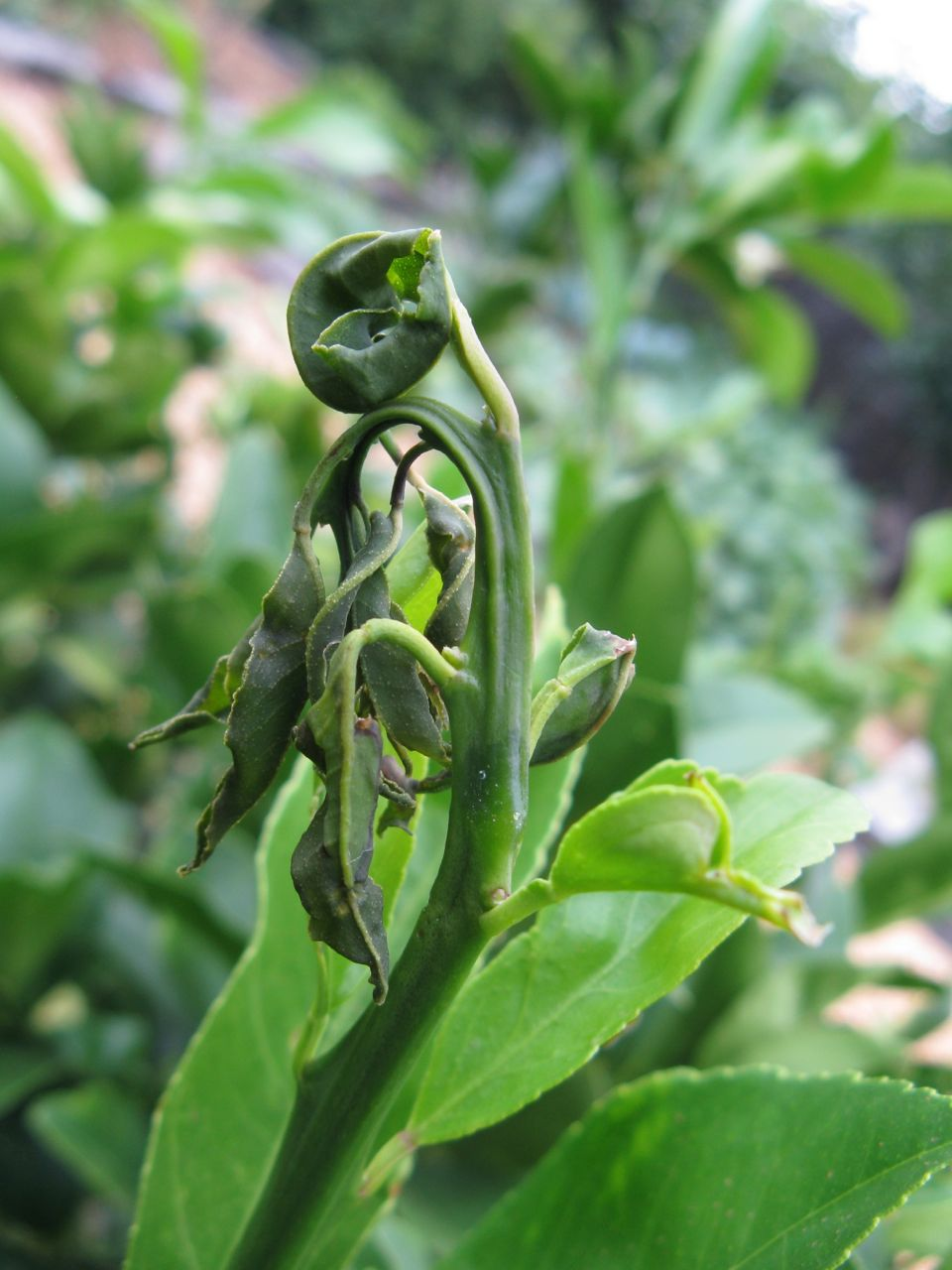
Dégâts causés par M. sulciventris sur un Citrus.

Ses plantes hôtes indigènes comprennent le citron vert du désert (Citrus glauca), le citron caviar (Citrus australasica) et des Correa. Il est devenu un ravageur majeur des cultures d'agrumes, où il aspire le liquide des nouvelles pousses et des jeunes fruits, ce qui les fait jaunir et tomber. Des récoltes entières peuvent être dévastées.
Le nom commun de punaise fait référence à un liquide malodorant que l'insecte vaporise lorsqu'il est menacé. Ce  liquide est composé d'alcanes, de cimicine et d'aldéhydes provenant des glandes du thorax. Ces composés servent principalement de protection contre les autres arthropodes, pour lesquels ils sont mortels. Cependant, les produits chimiques défensifs de M. sulciventris font partie des plus débilitants pour les vertébrés, ce qui est probablement une défense spécifique contre les oiseaux. Ils peuvent abîmer la peau humaine et même provoquer une cécité temporaire s'ils sont pulvérisés dans les yeux,,. M. sulciventris peut pulvériser ce liquide sur une cible jusqu'à 60 cm de distance.
Ses prédateurs comprennent d'autres punaises, la réduve Pristhesancus plagipennis et l'Asopinae Amyotea hamatus, ainsi que les guêpes parasitoïdes du genre Telenomus (en) et Eupelmus poggioni.